# プシャミトラ
プシャミトラ・シュンガ（Puṣyamitra Śuṅga、在位：紀元前180年頃 - 紀元前144年頃）は、マウリヤ朝を滅ぼしてシュンガ朝を建設した古代インドの王。

## 来歴
プシャミトラの出自については明らかではない。伝説では卑賤の身から将軍として頭角を表したプシャミトラは、マウリヤ朝最後の王ブリハドラタに対し「軍の威容を誇示する」と称して閲兵式を執り行う事を提案し、閲兵式の際に一挙にブリハドラタを殺害してシュンガ朝を建てたという。
だが古代インドの文献によればプシャミトラの姓であるシュンガはバラモン姓であり、卑賤の身から将軍となったという上述の伝説の史実性は疑わしい。
王位を得たプシャミトラはパータリプトラを引き続き首都として周辺の平定に向かい、ヴィディシャー市などの要衝を押さえてガンジス川流域の大半を支配下に置いた。しかし、中央インドには新たにヴィダルバ国が、北西インドにはバクトリア系のギリシア人が勢力を伸ばしており、かつてのマウリヤ朝の領土を全て包括するようなことはできなかった。
国内統治に当たっては息子のアグニミトラをヴィディシャーに置いて副王とし、また親類を各地に藩王として派遣してシュンガ朝の統治体制の基礎を作った。そしてバラモン教の復興に努め、バラモン教における王の儀式アシュヴァメーダを執り行うなどしてその立場を明らかとした。一方でマウリヤ朝時代に保護を受けていた仏教教団に対しては弾圧の姿勢を持って望み、後世仏典に憎悪の念を持って記録された。プシャミトラの仏教弾圧事件の中でも有名な物に以下のような伝説がある。
彼は側近のバラモンの勧めにしたがって世尊の教えを滅ぼそうと企み、四軍（戦象、戦車、騎兵、歩兵のこと。当時のインドでは定型化した言い回しの1つ。）を持って雞円寺（けいえんじ、クックターラーマ）に向かったが、門に到着した所で獅子の唸り声を聞いて恐れて逃げ帰った。このようなことを数度繰り返したがついに僧院を破壊し僧侶を虐殺しはじめた。
ただし、他の記録ではプシャミトラの側近には仏教徒もいたことが確認されており、彼の立場が親バラモン教、反仏教的であったとしても、仏典にあるほどの徹底的な仏教弾圧が行われたのかどうかには疑問の余地がある。恐らくはその弾圧は一時的なものであったと推定され、彼の治世の間に仏塔などが補修されたこともわかっている。
彼は30年以上にわたって統治し、紀元前144年頃死去した。そして副王となっていた王子アグニミトラが王位を継承した。

## マウリヤ朝のプシャミトラ王
仏典の記録ではプシャミトラをマウリヤ朝最後の王とするものがある。これは後世の仏教徒が、プシャミトラの仏教弾圧とマウリヤ朝の滅亡を結びつけ、仏の教えを蔑ろにしたが故にマウリヤ朝が滅びたという物語が構成された際に、プシャミトラに「仏教に敵対したために身を滅ぼした王」という役付けがなされたためであると考えられる
これらの記録によればマウリヤ朝最後のプシャミトラはアショーカの名声をねたみ、バラモンに唆されて全国の仏僧達を虐殺して回ったが、仏教を信仰する夜叉によってその軍団もろとも岩山の下敷きにされて死にマウリヤ朝が滅亡したという。
しかし、考古学的な発見によってマウリヤ朝の最後の王はブリハドラタとするのが正しいことがわかっている。